# 요아힘 가우크
요아힘 가우크(독일어: Joachim Gauck, 1940년 1월 24일 ~ )는 2012년 3월부터 2017년 3월까지 집권한 독일의 전 대통령으로, 독일의 정치인, 종교인, 인권운동가다. 전직 루터교 목사였으며, 통일 전 동독에서 반공 시민권 운동가로 명성을 얻었다.
대학에서는 신학을 전공해 1965년부터 1990년까지 메클렌부르크에서 종교활동을 하면서 여러 해 목사로도 활동했다. 그는 1990년 3월 동독에서 실시한 최초의 자유 총선거에 출마해 정계에 진출했고 국가보안부(STASI) 해체 작업을 지휘했다. 통일 후 91~2000년에는 국가보안부 기밀문서 정리 총책임자 임무를 수행했다.
연방 위원으로 지내면서 공산주의 정권의 비밀 경찰들이 저지른 죄를 밝혀냈고 “슈타지 사냥꾼”, “쉼없는 친민주주의 대변자”로 유명해졌다.
지난 2010년 6월 대선에서 야당인 사회민주당(SPD)과 녹색당(Greens)의 후보로 나서 불프 전임 대통령과 3차 투표까지 가는 접전 끝에 석패한바 있다.가우크의 출마에 대해 독일의 대표 시사잡지인 슈피겔 지는 “가우크는 더 나은 대통령”이라 언급했으며, 독일의 신문사인  빌트 지는 “마음의 대통령”으로 부르는 등 이처럼 여론과 매체는 그에게 확연한 호평을 보냈다. 크리스티안 볼프가 중도 퇴진한 후 가우크는 2012년 선거 당시 연방 회의에서 무소속으로 출마하여 기독교민주연합(기민당 CDU), 바이에른 기독교사회연합(CSU), 자유민주당(FDP), 독일사회민주당(SPD), 녹색당의 합의를 통해 1228 유효투표 중 991표를 얻어 제 11대 대통령에 당선되었다.
가우크의 정치 인생은 굴라그 생존자인 아버지를 비롯하여 전체주의 체제 하에서 가족이 겪은 경험에 영향을 많이 받았다. 그는 어린 시절 아버지가 체포돼 시베리아 수용소에 끌려간 이후 동독 체제에 대해 반감을 지녔으며 자란 후에는 동독의 민주화 운동을 이끌면서 베를린 장벽을 붕괴시키는 데 이바지했다.
가우크는 바츨라프 하벨 외 선언자들과 함께 유럽 양심과 공산주의에 대한 프라하 선언을, 그리고 공산주의 범죄에 대한 선언을 만들고 서명했다. 가우크는 유럽에서 자행된 공산주의 범죄를 인식해야 하며 공산주의 시대를 부정할 필요가 있다고 역설했다. 또한 The Black Book of Communism을 포함하여 여러 책을 직접 저술하거나 공동 저자로 참여했다. 2012년도 저서인 “Freedom. A Plea” 에서는 전 지구상의 자유와 인권을 지킬 것을 주창했다. 앙겔라 메르켈 총리는 가우크를 “민주주의의 진정한 스승”, “자유, 민주, 정의의 쉼없는 대변자”로 칭했다. 월스트리트저널은 가우크를 “최후의 후예 : 철의 장막 뒤에서 저항 운동을 이끌었으며 멈추지 않고 1989년부터는 나라를 이끈 사람”으로 묘사했다. 가우크는 1997년 한나 아렌트 상을 포함하여 다수의 수상 경력이 있다.

## 어린 시절과 동독 생활
요아힘 가우크는 올가와 요아힘 가우크 시니어의 자식으로 로스토크의 선원 집안에서 태어났다. 아버지는 경험있는 선장이자 특출한 해군 장교(captain at sea)였으며 2차 세계 대전 이후엔 조선 회사인 넵툰 베르프트에서 검사관으로 일했다. 2차 세계 대전이 끝나면서 소련 점령이 이루어지고, 공산당이 정권을 차지하면서 독일 민주공화국(동독) 이 성립되었다.
1951년, 요아힘 가우크가 11살일 때 소련 점령군이 그의 아버지를 체포하였으며 아버지는 1955년까지 돌아오지 못했다. 아버지는 러시아 군사 법정에서 서방에서 편지를 받았다는 이유로 간첩 혐의를 받고, 해군 업무를 다루는 서방의 불온 서적을 소지한 것으로 반소련 선동 혐의를 받아 유죄를 선고받고 결국 시베리아의 굴라그 수용소에 송치되었다. 가우크는 이곳에서 아버지가 부당한 대우를 받아 신체적 장애를 얻었다고 주장했다. 거의 3년이 되도록 가족들은 아무도 아버지에게 무슨 일이 벌어졌는지, 심지어 그의 생사조차도 알 수 없었다. 가우크의 아버지는 1955년 콘라트 아데나워가 모스크바에 공식 방문한 뒤 풀려났다. 아데나워가 수천명에 이르는 전쟁 포로와 수감된 민간인들을 석방하도록 협상했기 때문이다.
가우크는 로스토크의 이너스테트티셰스 김나지움에서 아비투어 시험을 합격하고 졸업했다. 요아힘 가우크는 자신의 정치 활동이 아버지가 겪은 고난에 영향을 받았으며 그가 “잘 구성된 반공산주의”와 함께 자랐다고 말했다. 가우크는 동독 학교에 다닐 때, 청년 공산당 활동 단체인 자유 독일 청년단에 가입 권유를 완강히 거부하며 자신의 반공산주의 성향을 숨기지 않았다.  한편 가우크는 독일어를 공부하고 기자가 되려 하였으나 공산당원이 아니라는 이유로 기자가 될 수 없었다. 대신 가우크는 신학을 공부하여 메클렌부르크의 개신교 교회 목사가 되었다. 이에 대해 가우크는 목사가 되는 것은 그의진짜 목표는 아니었으며, 신학 공부는 철학을 공부할 수 있었기 때문에 하였다고 말했다. 또한 동독에서의 교회는 공산주의 이데올로기가 지배적이지 않은 몇 안되는 기관 중에 하나였기 때문이라고 밝혔다.
어쨌거나 가우크는 결국 목사가 되었다. 공산주의 정권이 교회에 적대적이었으며 가우크가 오랜 시간 지속적으로 슈타지에게 감시당하고 방해받았기 때문에 그의 목사 생활은 상당히 험난했다. 슈타지는 가우크에 관한 내부 문헌에서 그를 “교화 불가능한 반공산주의자”로 기록했다.
한편 가우크는 “9살 때부터 공산주의가 부당한 체제라는 사실을 알았다.” 라고 밝혔다.
가우크가 회고록에서 밝히길, “아버지의 운명이라는 교육적 매를 맞은 셈이었다. 그 경험 덕택에 체제와 가족을 동일시하지 않는 방법으로 가족을 향한 무조건적인 충성심을 가질 수 있었다.” 고 말했다.

## 1989년 평화 혁명 전후의 경력

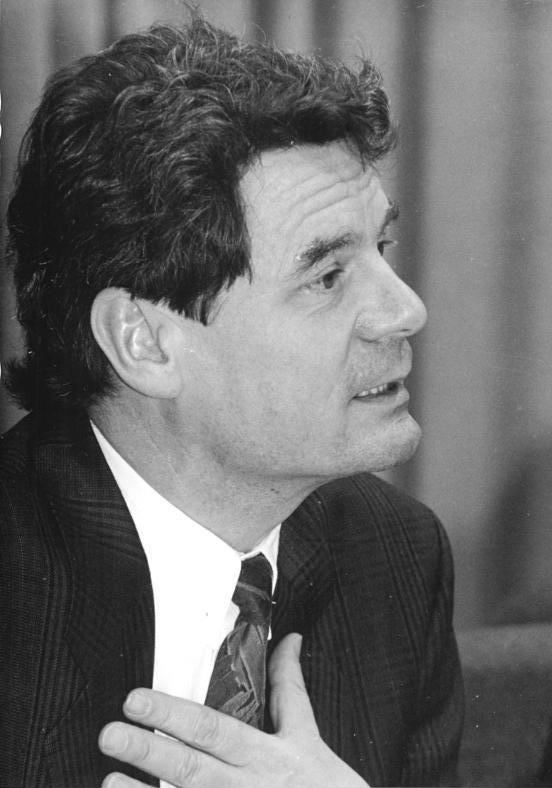
요아힘 가우크 (1990)

1989년 평화혁명(Peaceful Revolution) 당시, 요아힘 가우크는 반체제 운동단체인 뉴포럼(New Forum)의 대변인으로 활동하며 동독 공산주의 정권에 맞서 주요 시민운동에 참여하였다. 1990년 3월 18일 자유선거 때, 동맹90(Aliance 90: New Forum, Democracy Now, Initiative for Peace and Human Rights 세 단체로 구성)을 대표로동독의 인민 의회 의원으로 활동하였다.( 1990년 10월 동독이 해체되기 전까지 )

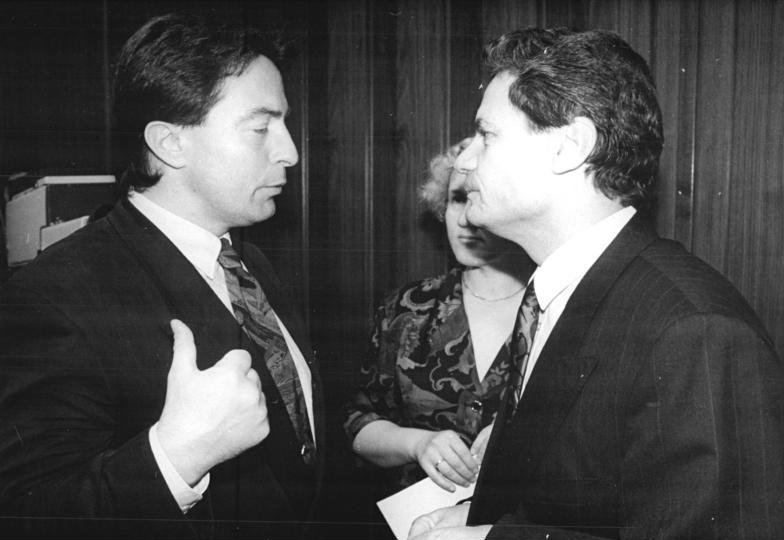
동독 인민의회의 멤버로서의 가우크 (1990)

1990년 10월 2일, 동독이 해체되기 하루 전날, 가우크는 슈타지 문서관리 위원회(Stasi Records)의 특별 대표(Special Representative)로 선출되고, 동독이 해체된 다음날에는 바이츠제커 대통령과 헬무트 콜 총리가 가우크를 슈타지 서류관리위원회의 위원장으로 임명하였다. 이로 인해 그는 슈타지의 기록업무와 공산주의 범죄[Communist crime] 조사업무를 담당하게 되었다. 그는 1990년부터 2000년까지 옛 동독 문서관리청의 책임자로 일하면서 자신을 감시하던 동독 비밀경찰 조직 슈타지의 추악한 과거를 밝혀내기도 했다.
그는 2000년 마리안네 비르틀러에게 자리를 물려주었다.
가우크는 1990년 10월 3일부터 4일까지 단 하루 독일 연방 의회를 임하고 곧바로 연방 정부의 특별대표로 퇴진하였다. 이처럼 가우크의 1일 임기는 독일 연방정부의 가장 짧은 복무기간을 한 의원으로 남아있다.
그는 연방공민교육국의 국장직과 SPD측의 의원 후보로 지명되나 모두 거절한다. 1999년에는 CSU 내부에서 가우크를 SPD의 정치가 요하네스 라우 측에 맞서는 대선후보로 내세우자는 목소리가 있었으며, CDU/CSU(기독교 민주연합 / 바이에른 기독교 사회연합)과 자유민주당의 후보자로도 수년간 계속 거론되었다. 예를 들어 색손(Saxon)주의 FDP당은 2004년, 정당 대표가 호르스트 쾰러를 추천하기 전 가우크에게 자유-보수 후보직을 제안하기도 하였다.

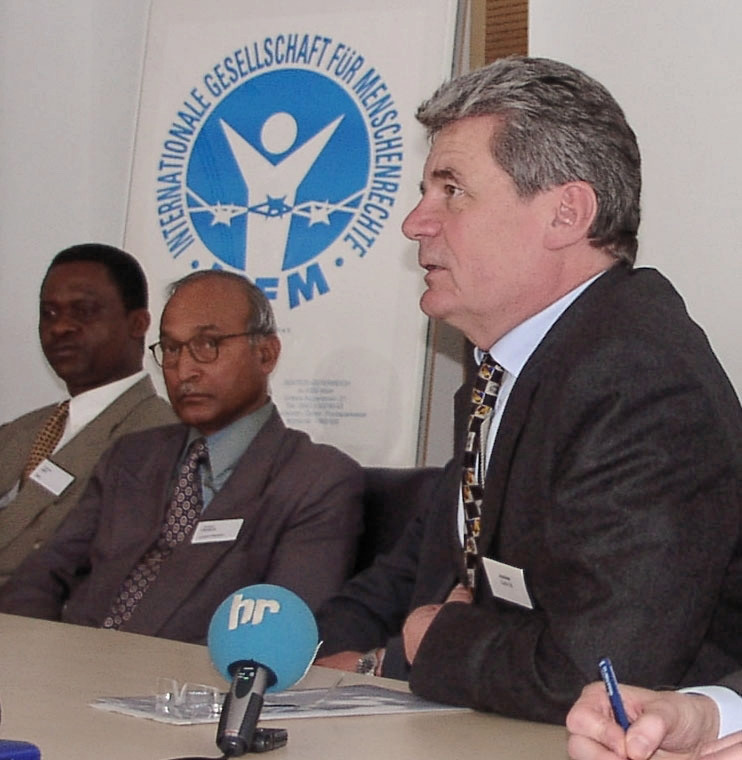
기자 회견에 참석한 요아힘 가우크

2003년부터 가우크는 “망각에 대한 대항 - 민주주의를 위해” 단체의 대표직을 맡았고, ‘유럽 인종주의 및 외국인 혐오 모니터링 센터(EUMC)’의 이사회의 멤버로 2001년부터 2003년까지 활동했다.

## 정치적 관점과 반응
가우크는 내무인민위원회 제 1 특별 캠프(NKVD Special Camp No.1)를 비롯한 소련 시절의 강제 수용소, 공산주의 범죄, 동독의 정치적 탄압 등과 관련된 저술 활동을 했으며, “The Black Book of Communism.”의 독일판 저술에 기여하였다.
2007년 요아힘 가우크는 색소니 자유 주의회에서 ‘독일 통일과 공산정권의 몰락’ 기념 추모제의 주연설을 맡았다. 모든 정당이 참여한 가운데, SED를 계승한 좌파당은 가우크의 연설에 반대하며 가우크의 연설 도중 단체 퇴장했다. 가우크는 독일연방헌법보호청이 좌파당을 감시하는 데 찬성하였고, 좌파당과 거리를 두려는 SPD당을 지지하였다.
가우크는 바츨라프 하벨 외 선언자들과 함께 유럽 양심과 공산주의에 대한 프라하 선언을 만들고 서명했으며, 공산주의 범죄에 대한 선언(2010)을 통해 공산주의를 비난하고, 공산주의자가 저지른 범죄를 교육하면서 공산주의 범죄자를 처벌해야 한다고 주장했다. 프라하 선언에서는 스탈린주의와 나치즘의 희생자들을 기리는 유럽의 날 제정을 제안했다. 2010년 가우크는 공산주의자들의 범죄를 무시하는 정치적 좌파당을 비판하였다.
가우크는 베를린에 추방 저항 센터(Center Against Expulsions)를 설립하자는 생각을 지지했다.

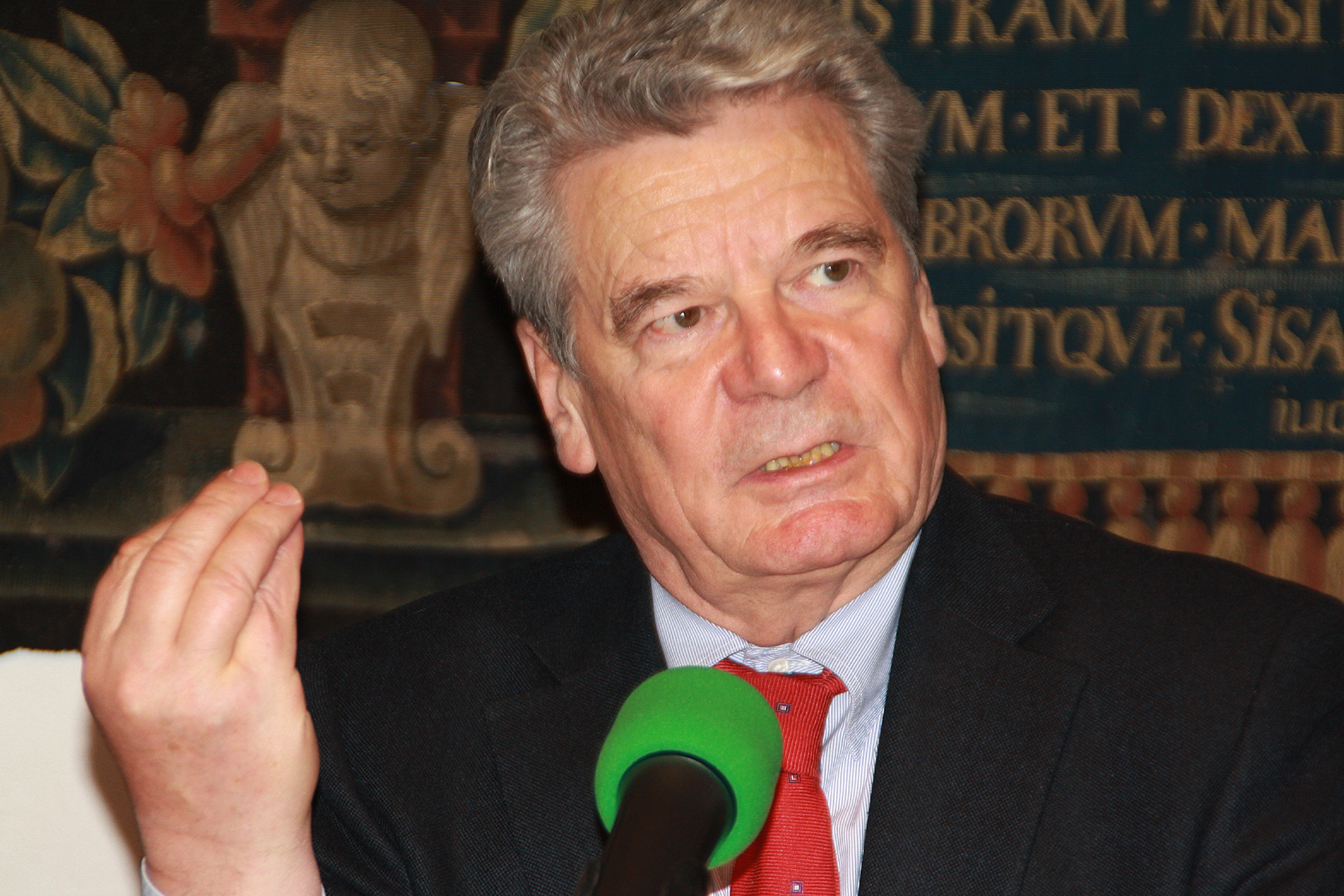
요아힘 가우크(2010)

2010년 70세의 생일날 메르켈 총리는 가우크를 “민주주의의 진정한 스승”이자 “자유, 민주, 정의의 쉼없는 대변자”라고 칭하며 찬사를 보냈다.
인디펜던트 지는 가우크를 “넬슨 만델라를 향한 독일의 답변”으로 칭했으며, 월스트리트저널은 가우크를 “최후의 후예 : 철의 장막 뒤에서 저항 운동을 이끌었으며 멈추지 않고 1989년부터는 나라를 이끈 사람”으로 부르며 레흐 바웬사와 바츨라프 하벨과 비교했다. 코리에레 델라 세라 지에서는 가우크를 “독일의 하벨”로 칭했다.
가우크는 독일과 미국의 친밀한 관계를 촉진하는 대서양의 다리(Atlantik-Brücke) 조직 구성원이다. 가우크는 적녹당 정권의 전 총리 게르하르트 슈뢰더가 시작한 경제개혁을 지원했다. 또 가우크는 코소보에서 벌어지는 유고슬라비아 잔혹 행위를 멈추기 위해 나토의 유고슬라비아 폭격(1999)을 지지하였다. 또한 그는 독일군의 아프가니스탄 파병을 지지하였다. 가우크는 시장경제를 지지하며  점거 운동(Occupy Movement)에는 회의적인 태도를 보였다. 2010년에 가우크는 독일 사회민주당 정치인 틸로 자라친(Thilo Sarrazin)이 이민 논쟁을 시작하는 데 “입증된 용기”를 보였다고 언급하면서도 사라진의 여러 관점을 비판하였다.
2007년, 자유 유럽방송과의 인터뷰에서 가우크는 “수많은 희생자와 범죄 행위 때문만이 아니라 소련 치하의 현대 정치가들은 기본적으로 퇴보하였기 때문에 우리는 공산주의 시대의 권위를 부정해야 한다.”고 말했다. 월스트리트저널에 따르면 가우크는 “소련의 체제는 제3제국만큼이나 악하다는 사실을 보이는 데 삶을 바쳤다.”고 한다. 2012년 그의 책 freedom. A plea에서 자유와 민주주의, 인권과 관용에 대한 생각을 서술하였다.
2012년, 가우크는 “독일에 사는 무슬림 역시 독일의 구성원이다.”고 말했으나, 전 대통령 불프에 따르면 가우크는 이슬람 역시 독일의 일부인지는 말하길 거부했다고 한다. 독일 무슬림 중앙위원회는 이러한 발언에 환영의 뜻을 밝혔다.
2015년 5월, 가우크는 독일인들에게 “수백만의 붉은 군대 병사가 나치 수용 도중에 목숨을 잃은 사실”을 솔직하게 인정해야 한다고 촉구했다.

## 2010년 대통령 선거 후보

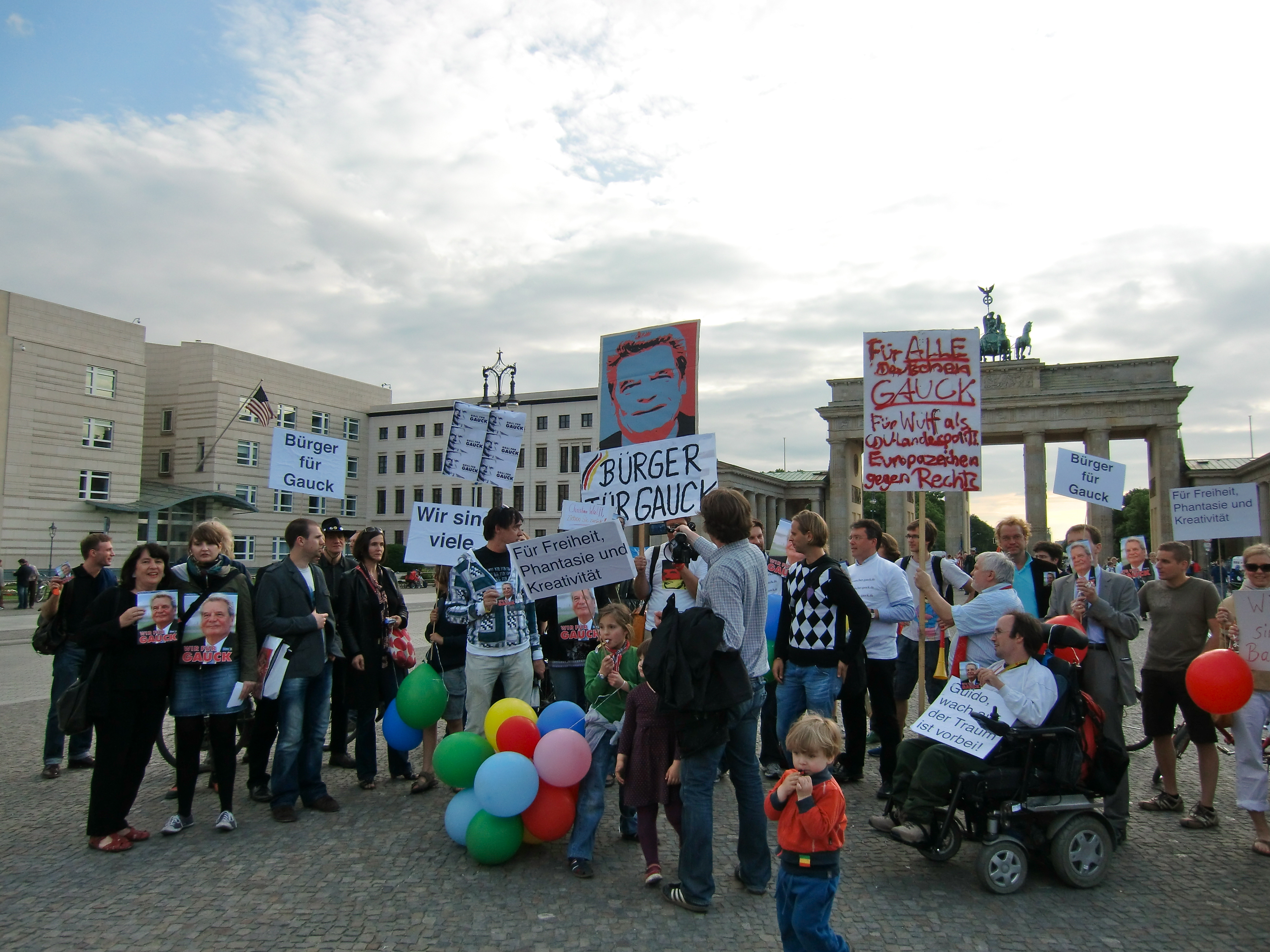
"가우크를 위한 시민들" 2010년, 브란덴부르크 문에서

2010년 6월 3일, SPD와 녹색당에서는 2010년 독일 대통령 선거에 요아힘 가우크를 후보자로 지명했다. 가우크는 SPD와 녹색당 중 어느 쪽 소속도 아니며 (동독 시절 가우크가 활동한 정당이 통일 후에는 녹색당으로 합병되어 사라졌다), 가우크는 CDU 쪽 후보자 지명도 수락했으면 좋았을 것이라고 말했다. 가우크는 한번은 스스로를  “자유 보수주의적인 좌파” 라고 말하며, 후보로 지명된 후에는 “나는 red도 green도 아니다, 나는 요아힘 가우크다.”라고 말했다. 프랑크푸르터 알게마이네 차이퉁은 이러한 가우크를 자유 보수주의자로 칭했다.
가우크는 정치 성향을 뛰어넘어 광범위하게 존경받고 있으며, 공산주의 독재 정부 시절 강직하고 도덕적인 사람이라 남겨진 그에 대한 기록뿐만 아니라 1990년대의 “비밀경찰 사냥꾼”로서 남긴 기록 덕택에 가우크는 CDU/CSU와 FDP 정치인들에게 매우 인기가 많다. 그의 주 경쟁자인 크리스티안 불프, 그리고 모든 정부 정당의 정치가들은 가우크의 삶과 업적에 대단한 존경을 표했다. 브란덴부르크의 CDU 전 의장이였던 예르크 쇤봄(Jörg Schönbohm) 또한 가우크를 지지했다.
동독 공산당의 합법적 계승자인 좌파당은 정당 중에서는 유일하게 가우크가 적합한 대선후보자가 아님을 주장했는데, SPD와 녹색당의 후보지명을 좌파당과의 협력을 거부한 것으로 해석했기 때문이었다. CSU의 정치가 필리프 프레이헤어 폰 브란덴슈타인(Philipp Freiherr von Brandenstein)은 요아힘 가우크가 당선되면  SPD/녹색당과 좌파당 사이에 어떠한 협력도 이뤄지지 않을 것이라고 주장했다. 가우크는 지그마어 가브리엘에게 자신은 절대 공산주의 폭정을 옹호했던 사람을 정부의 일원으로 임명하지 않겠다고 확실히 말했다. 좌파당은 그 전엔 저널리스트였던 루크 요힘슨(Luc Jochimsen)을 후보자로 임명했고, 세번째 투표에서 기권을 선택했다. SPD와 녹색당은 좌파당의 가우크 지지 거부를 강력히 비판했다. SPD 의장 지그마어 가브리엘은 좌파당의 입장이 “이상하고 당황스럽다.”라고 말하며, 가우크가 공산당의 부정의를 조사했다는 이유로 좌파당이 그를 주적으로 선언한 것에 충격을 받았다고 말했다. 또한 가브리엘은 좌파당이 동독 공산주의 정당의 계승자로서의 특징을 또 한 번 나타냈다고 말했다. 좌파당의 한 정치인은 가우크와 볼프 중에 고르라는 것을 아돌프 히틀러와 스탈린 중에서 고르라는 것과 비교했으며, 이 때문에 SPD와 녹색당의 강한 비난을 받았다.
2010년 6월 30일 선거에서, 가우크는 세 번째 투표에서 490표를 받아 624표를 받은 크리스티안 불프에게 패배하였다.
원래 가우크는 안드레아스 슐츠한테서 녹색당의 대선후보직을 제안받았고, 그 후에 연방 의회의 통신참모직까지 제안받았다. 슐츠는 2010년, 2012년 연속으로 가우크의 대변인으로 임명되기도 하였다.

## 독일의 대통령

### 선거

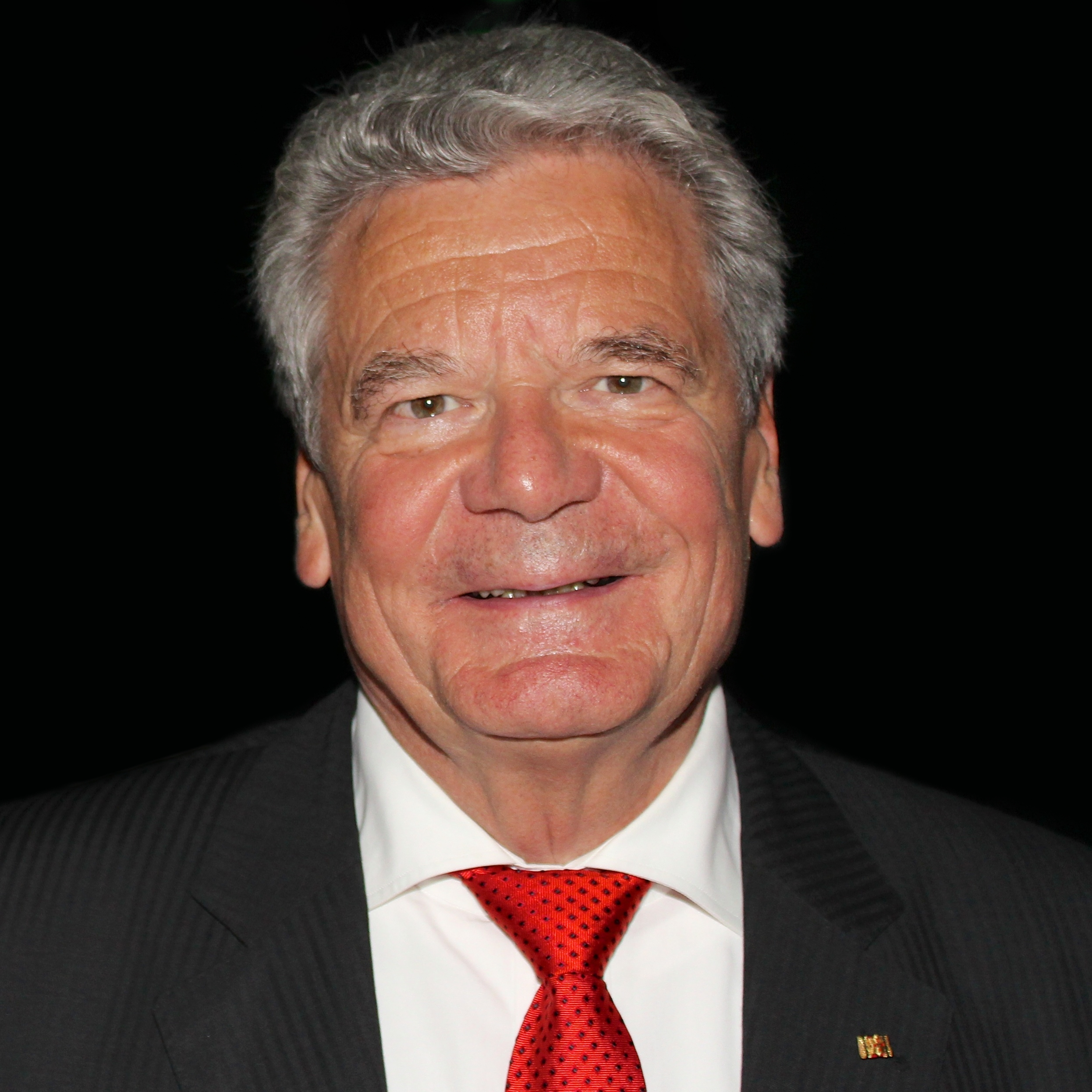
요아힘 가우크(2012)

2012년 2월 17일 대통령 크리스티안 불프의 사임에 이어 2월 19일, 정부 정당인 CDU, CSU, FDP, 그리고 야당인 SPD와 ‘동맹 90/녹색당’ 연합 측에서는 독일 대통령 공동 후보로 요아힘 가우크를 지명했다. FDP, SPD, 녹색당이 가우크를 강력하게 지지하고 보수주의자들의 지지를 촉구하여 벌어진 일이었다. SPD 의장 지그마어 가브리엘은 가우크의 “시민들 사이의 큰 자신감”을 인용하면서 2월 17일에 이미 당에서 선호하는 후보가 되어있었다고 말했다. 보도에 따르면, 메르켈 총리는 FDP 의장(및 부총장)인 필립 뢰슬러(Philipp Rösler)가 가우크를 철저히 지지하는 데 승복했으며, 합의 내용이 FDP 상임위원회가 2월 19일 이전에 만장일치로 가우크에게 투표한 후 발표되었고 한다. 그리하여 가우크는 동독 공산당을 계승하는 좌파당을 제외하고 연방 회의에 참여하는 주요 정당들 전체의 지지를 받았다.
슈테른 지에서 실시한 설문조사에 따르면 가우크의 후보자 지명이 많은 지지를 받은 것으로 나타났다. 독일 연방의회에 참여하는 정당들 전체의 투표자 대다수는 가우크의 후보자 지명을 지지했으며, 녹색당의 가장 열렬한 지지(84%), 좌파당의 가장 적은 지지율(55%)을 비롯하여 전체 69%가 그를 지지한 반면 15%가 반대했다. 그의 후보자 지명은 독일 매체에 의해 크게 환영받았고, “득의양양한” 모습으로 불리었다. 하지만 좌파당은 가우크의 출마를 비판했으며, 몇몇 개인적인 비판 역시 뒤따랐다. 일부 CSU 당원들은 동거하는 여성과 결혼하지 않는 가우크를 비판했으며, 일부 녹색당원은 특히 가우크가 이전에 틸로 사라친과 점거 운동에 관해 꺼낸 발언을 비판했다. 그러나 SPD 의장인 지그마어 가브리엘은 좌파당이 과거 독일 민주 공화국을 동정하기에 가우크를 지지하지 않는 유일한 정당이 되었다고 발언했다.
다피트 길(David Gill)은 가우크의 인수위원회의 회장으로 임명되었고, 후에 연방 대통령 사무소(Bundespräsidialamt)의 대표가 되었다.
2012년 3월 18일, 가우크는 연방 회의의 1228표 중 991표로 독일 대통령에 당선된다. 가우크는 당선 직후 바로 대통령직을 수행하였다. 그는 2012년 3월 23일 금요일, 연방의회와 연방상원의 당원들이 모여있는 앞에서 독일 헌법 제 56조가 요구하는 취임 선서를 했다. 2016년 6월 6일, 대통령 가우크는 고령을 이유로 2017년에 있을 선거에 재출마하지 않을 것이라고 말했다.

### 대통령의 외국 방문
그는 대통령으로서 상당수의 국가를 방문했다. 2014년, 러시아의 인권 침해에 대한 성명을 만들기 위해 러시아의 소치 동계올림픽 개최에 반대했다.
2014년 8월 3일, 가우크는 제 1차 세계대전 기간인 1914년에 독일과 프랑스 사이의 전쟁이 발발한 것을 되새기기 위해, 프랑스 대통령인 프랑수아 올랑드와 함께 전쟁 중에 죽은 프랑스와 독일 전사들을 위한 하르트만스빌러 봉(Hartmannswillerkopf) 기념비에 초석을 놓았다.
체코방문.
요아힘 가우크 독일 대통령은 2014년5월 7일(현지시간) 프라하에서 북쪽으로 50km 정도 떨어진, 2차 세계대전 당시의 나치 독일 유대인 수용소인 테레진 수용소를 방문해 추모 화환을 바쳤다. 가우크 대통령이 체코를 찾아 2차 대전에 대해 사과한 것은 2년 전에 이어 이번에 두번째다.
지난 2012년 가우크 대통령은 프라하에서 북서쪽으로 20km쯤 떨어진 리디스를 방문해 희생자를 기렸다. 나치가 1942년 6월10일 리디스에서 1만5000여명의 시민을 보복 학살한 이래 독일 국가원수가 현지를 방문한 것은 당시가 처음이다.
아울러 이날 수용소에 가기 앞서 프라하대학에서 한 연설에서 가우크 대통령은 "우리는 독일인들이 나치시대 때 저지른 죄와 범행을 기억하고 있다는 사실을 보여주고 싶다."면서 "오늘의 독일인은 그 때와는 전혀 다른 사람들"이라고 밝혔다.
한국방문.
2015년 10월 11일부터 14일까지, 그는 국빈 자격으로 한국을 방문하여 판문점과 서울시청을 방문하였다.  서울시는 요아힘 가우크 대통령이 13일 오전 11시20분 시청을 방문, 박원순 시장에게 '서울시 명예시민증'을 받았다고  밝혔다. 가우크 대통령은 통일에 대한 희망을 버리지 말라는 취지를 전하였다.

### 국빈 대우

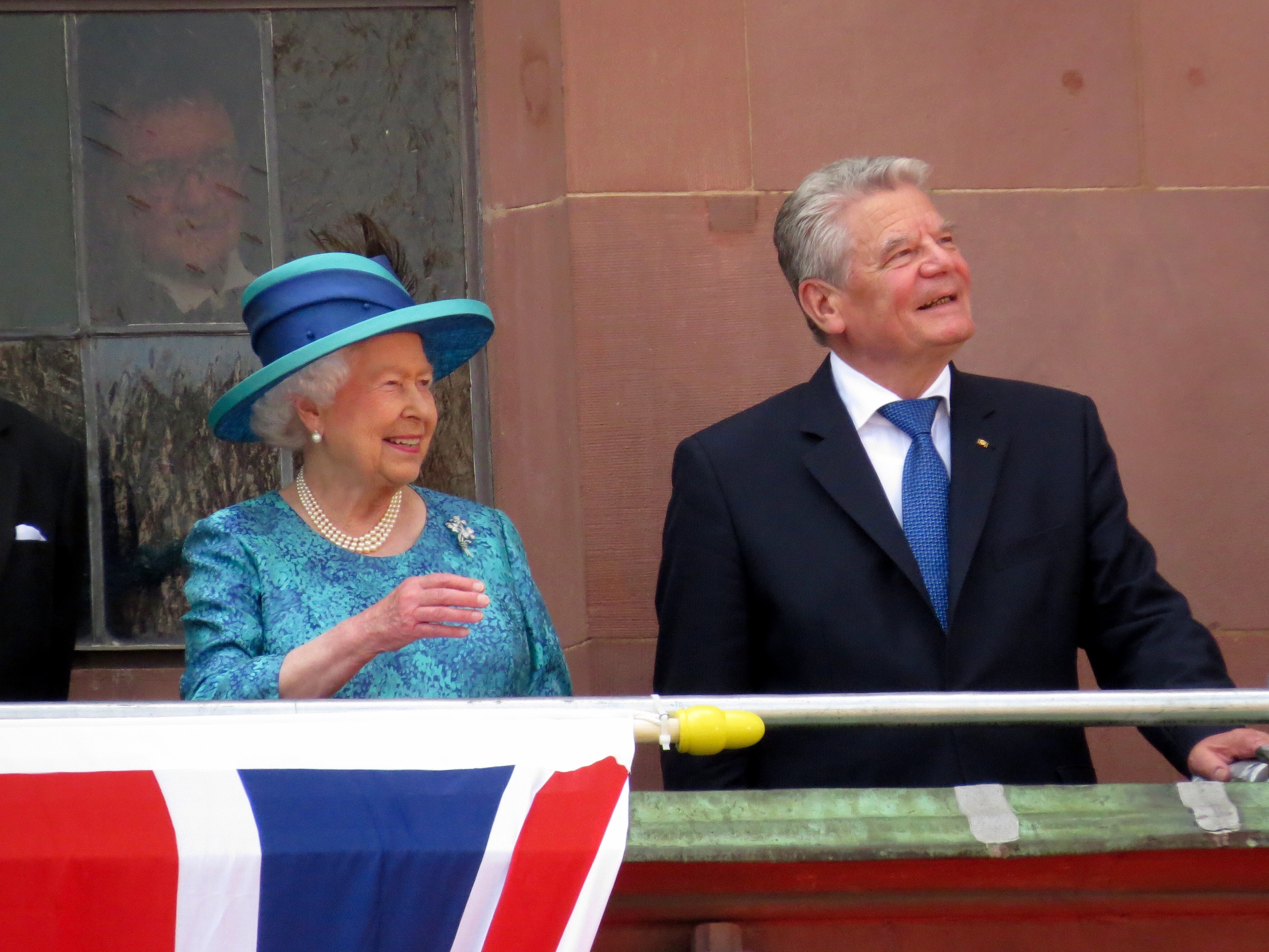
2015년 프랑크푸르트에서 여왕 엘리자베스 2세와 함께 있는 가우크

요아힘 가우크는 정기적으로, 특히 역사적으로 주목할 만한 행사에서 독일의 다른 지역의 주 공무원들을 환대한다.
2014년 9월 18일, 요아힘 가우크는 일부분 독일어를 사용하는 국가들인 오스트리아, 스위스, 벨기에, 룩셈부르크 및 리히텐슈타인의 정상들을 자신의 고향인 메클렌부르크에서 환영했다. 매년 순환하는 행사에 해당 년도에는 벨기에와 룩셈부르크가 처음으로 참여했다. 각 국가 정상은 유럽의 인구학적 변화에 대한 문제에 대해 고심하고 1989년의 평화 혁명을 기념하기 위해 바트도베란(Bad Doberan), 바르네뮌데(Warnemünde), 로스토크에서 만났다.

## 사생활
가우크는 10살 때 만난 소꿉친구인 게르힐트 한지 가우크와 결혼했으나 1991년에 헤어졌다. 둘은 1959년, 가우크 아버지의 반대에도 불구하고 가우크가 19살일 때 결혼했으며, 슬하에 자녀를 아들 크리스티안 (1960년 출생), 마르틴 (1962 출생), 딸 게지네 (1966 출생), 카타리나 (1979 출생), 총 넷을 두었다. 크리스티안, 마틴, 게지네는 1980년도 후반에 동독을 떠나 서독으로 이주할 수 있었으며, 카타리나는 아직 어렸기에 부모의 곁에 남았다. 가우크의 자식들은 아버지가 목사였기에 공산주의 정권을 부정하고 공산주의 정권 아래에서 교육받을 권리를 거부했다. 아들 크리스티안은 남동생과 함께 1984년도 초 동독을 떠나기로 결심했으며 1987년도에 실제로 떠나, 서독에서 약학을 공부하고 의사가 되었다.
2000년도부터 기자인 다니엘라 샬트와 동거 중이다.
가우크는 독일 개신교회의 일원이며, 해당 단체 소속의 교회에서 목사로 지냈다.

## 역대 선거 결과
| 선거명      | 직책명        | 대수 | 정당   | 1차 득표율 | 1차 득표수 | 2차 득표율 | 2차 득표수 | 3차 득표율 | 3차 득표수 | 결과 | 당락 |
| ----------- | ------------- | ---- | ------ | ---------- | ---------- | ---------- | ---------- | ---------- | ---------- | ---- | ---- |
| 2010년 선거 | 독일의 대통령 | 10대 | 무소속 | 40.2%      | 499표      | 39.6%      | 490표      | 39.7%      | 494표      | 2위  | 낙선 |
| 2012년 선거 | 독일의 대통령 | 11대 | 무소속 | 80.43%     | 991표      |            |            |            |            | 1위  |      |